# 妙本寺 (埼玉県宮代町)

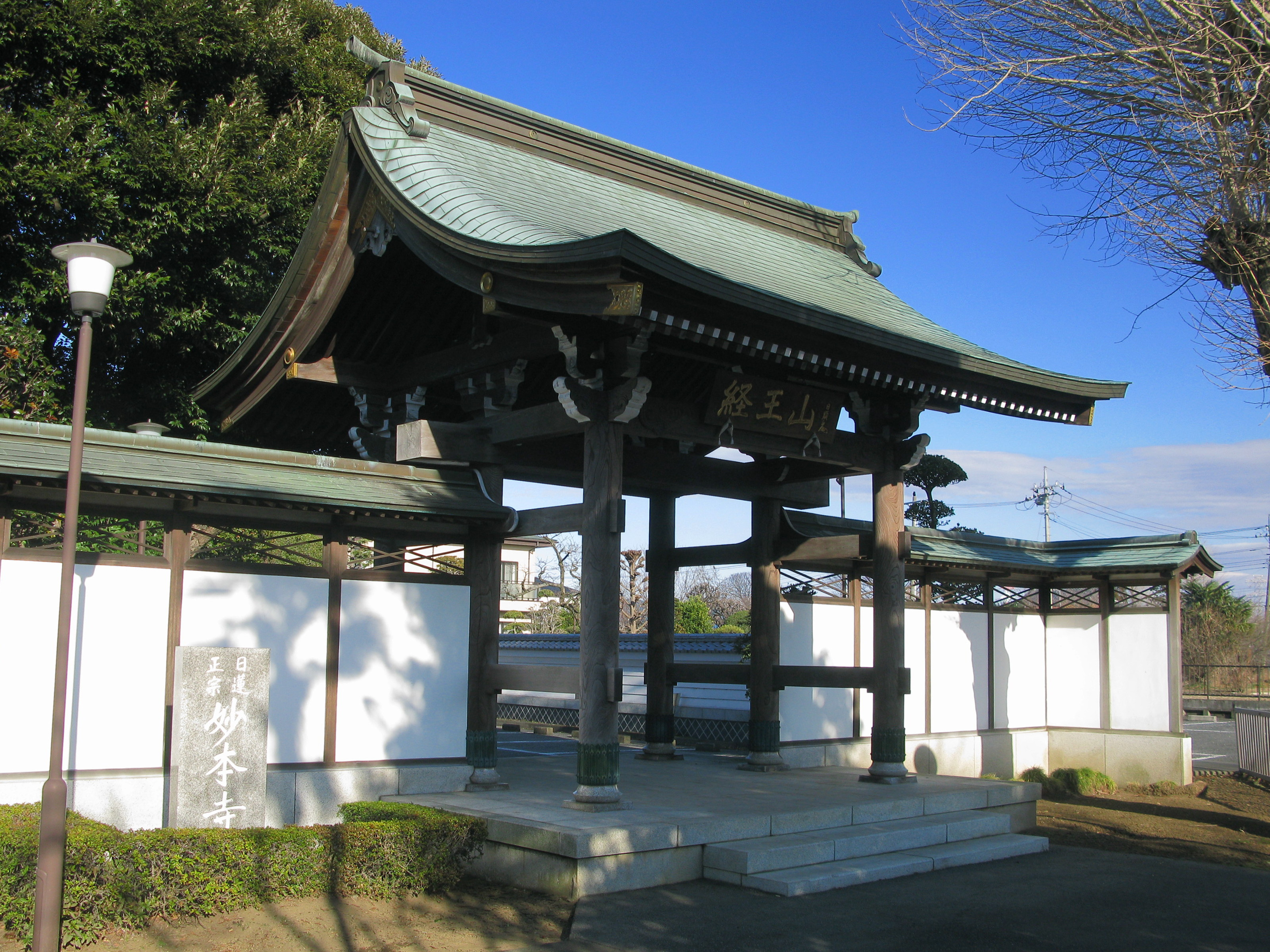
山門（2012年2月）

妙本寺（みょうほんじ）は、埼玉県南埼玉郡宮代町にある日蓮正宗の寺院である。山号は経王山（きょうおうさん）。

## 歴史
- 1303年（乾元2年）- 建立される。開山は日蓮正宗第3祖日目の弟子である日尊。
- 1925年（大正14年）12月13日 - 本堂を改築。
- 1959年（昭和34年）12月23日 - 本堂を改築。
- 1973年（昭和48年）同年1月交通事故で逝去した大場政夫（戒名拳王院法政信士）の墓が建てられプロボクシングファンや大場のファンが今でも訪れている。
- 1987年（昭和62年）5月 - 本堂を改築。客殿棟新築。
- 2003年（平成15年） - 創立700周年法要が行われる。

## 交通アクセス
東武伊勢崎線（東武スカイツリーライン）東武動物公園駅から車で5分

## 周辺
- 日本工業大学
  - 工業技術博物館
- 真蔵院
- 金剛寺
- 東粂原鷲宮神社
- 三峯神社

## 関連文献
- 「久米原村 妙本寺」『新編武蔵風土記稿』 巻ノ207埼玉郡ノ9、内務省地理局、1884年6月。NDLJP:764008/70。